# Lion Feuchtwanger
Lion Feuchtwanger [ˈli:ɔn ˈfɔ͡ø̯çtˌv̥aŋɐ], având pseudonimul literar de J.L. Wetcheek (n. 7 iulie 1884 - d. 21 decembrie 1958) a fost un romancier și dramaturg german.
Deoarece era de origine evreiască, în 1933, o dată cu ascensiunea nazismului, este nevoit să se expatrieze și ulterior se stabilește în SUA.
Romanele sale istorice, cu aluzii critice la problemele contemporane (cum ar fi rasismul și antisemitismul), au o puternică pătrundere psihologică.

## Opera
- 1920: Thomas Wendt
- 1923: Ducesa slută Margareta Maultasch (Die häßliche Herzogin Margarete Maultasch);
- 1925: Evreul Süss (Jud Süß);
- 1932: Războiul evreiesc (Der jüdische Krieg);
- 1933: Frații Oppenheim (Die Geschwister Oppenheim);
- 1947/1948 Vulpile în vie (Die Füchse im Weinberg);
- 1951: Goya;
- 1952: Înțelepciunea nebunului sau moartea și transfigurarea lui J. J. Rousseau (Narrenweisheit oder Tod und Verklärung des Jean-Jacques Rousseau);
- 1956: Văduva Capett (Die Witwe Capett).

## Traduceri în română
- "Vulpile în vie" sau "Arme pentru America"
- Balada spaniolă (Die Jüdin von Toledo), Ed. Vivaldi, București 1992
- Falsul Nero